# Filarmónica Gil
Filarmónica Gil é uma banda portuguesa, liderada pelo músico e compositor de renome João Gil (Trovante, Ala dos Namorados, Rio Grande e Cabeças no Ar).
Foi ao fazer 25 anos de carreira e após um convite a João Gil, por parte do CCB, para dois dias de concerto em jeito de balanço que surgiu este novo grupo.
O cantor era Nuno Norte que tinha vencido a primeira edição do programa "Ídolos" da SIC e o baixista era o ex-Silence 4 Rui Costa. As letras eram de João Monge habitual colaborador em outros grupos.
O álbum homónimo foi editado em Junho de 2005. "Deixa-te Ficar Na Minha Casa" foi o tema mais divulgado. Sara Tavares colabora no tema "Se Eu Soubesse (O Que Sei Hoje)" que tem letra de Catarina Furtado.
No ano de 2007 foi lançado o disco "Por Mão Própria". Mónica Ferraz participa no tema "Eu Disse Que Sim" de Margarida Gil. O primeiro single foi "Ponto de Rebuçado". Foram ainda músicos poemas de Ana Hatherly e E.E. Cummings. 
O grupo acabaria por terminar pouco depois.

## Discografia
- 2005- Filarmónica Gil
- 2007- Por Mão Própria